# Zoopsis bicruris
Zoopsis bicruris är en bladmossart som beskrevs av Glenny et E.A.Br.. Zoopsis bicruris ingår i släktet Zoopsis och familjen Lepidoziaceae. Inga underarter finns listade i Catalogue of Life.